# Brian Greer
Brian Greer (født 15. juli, 1974 i Orillia, Ontario) er en canadisk professionel ishockey målmand, som pt. spiller for Odense Bulldogs i den danske top liga AL-Bank Ligaen.

## Professionel karriere.
Efter Greer´s junior hockey karriere, hvor han spillede for Gloucester Rangers i CJHL, spillede han 2 sæsoner for Muskegon Fury i Colonial Hockey League. Herefter spillede Greer 6 sæsoner for Bracknell Bees i den Engelske Ice Hockey Superleague (ISL). Bracknell Bees vandt mesterskabet i sæsonen 1999-2000.
Greer skrev herefter kontrakt med SønderjyskE i den danske topliga for sæsonen 2003-2004, og har spillet i Danmark siden. Greer har vundet mesterskabet i Danmark to gange med SønderjyskE i sæsonen 2005-2006 og 2008-2009. Greer har også spillet en enkelt sæson for Aalborg i den danske topliga.

## Familie
Han bor i Kolding sammen med sin 15-årige datter Malou og hans kone Joan Bernard. 

## Priser
- Udnævnt til All-Star Holdet i 1995 Centennial Cup[1]
- Kåret som årets spiller af spillernes sammen med Joe Ferraccioli for Bracknell Bees i 1996-1997[2]
- Udnævnt til bedste forsvarsspiller for Bracknell Bees i 1999-2000[3]
- Udnævnt til næstbedste ISL All-Star Team 1999-2000[4]
- Kåret som bedste forsvarsspiller for Bracknell Bees i 2000-2001[5]
- Kåret som årets spiller af spillernes for Bracknell Bees i 2000-2001[6]
- Kåret som årets bedste udenlandske spiller for Vojens Lions (SønderjyskE)i 2003-2004[7]
- Udnævnt til det Danske All-Star Hold i 2003-2004[8]
- Udnævnt som bedste målmand i Danmark i 2003-2004[9]
- Udnævnt til det Danske All-Star Hold i 2005-2006[10]

## Rekord.
Den 6. januar 2004 hvor Greer spillede for SønderjyskE, blev han den første professionelle ishockey målmand i Danmark der scorede et mål i en kamp.